# Салтівське шосе
Са́лтівське шосе́ — вулиця в Салтівському районі і Немишлянському районі міста Харкова. Довжина — близько 6 км. Починається від схрещення з вулицею Академіка Павлова, закінчується на кордоні міста переходячи у трасу Т 2104. Напрям із Заходу на схід. Нумерація будинків ведеться від вулиці Академіка Павлова.
До Салтівського шосе прилучаються: Салтівський провулок, вулиця Ахієзерів, Білостоцький провулок, вулиці Михайлика, Перша Поперечна, Фісановича, Самсонівська, Варненська, Євгена Храпка, Леоніда Бикова, проспект Льва Ландау, провулки Празький, Композиторський, Оркестровий, вулиця Мирослава Скорика, провулки Деснянський, Каунаський, вулиці Каунаська, Туркестанська, Артема Веделя, Балканська, Гвардійців-Широнінців, Дунайська, Луговський провулок, вулиці Карпенка-Карого, Марії Заньковецької, Буковинська, Базарна, Болонська, Проспект Тракторобудівників, вулиці Карпатська, Благодатна, Руслана Плоходька, Ювілейний проспект, вулиця Владислава Зубенка.

## Про вулицю
Шосе веде до селища Старий Салтів, звідки й дістало свою назву. Забудова вулиці сформувалась переважно в другій половині XX століття. Здебільшого 2 — 4 поверхова забудова від початку до схрещення з проспектом Льва Ландау значною мірою сформувалась у до- та післявоєнний період. На цій ділянці вулиці привертає увагу зведена ще до Другої світової війни в дусі конструктивізму будівля колишнього клубу заводу «Серп і молот». У середній частині вулиця проходить через масив приватної забудови. Далі минає парк Перемоги, і нарешті проходить через Салтівський житловий масив, якому шосе дало свою назву.
У 1950 році на шосе відкрита трамвайна лінія з кінцевою зупинкою «Салтівське селище» біля теперішньої вулиці Самсонівської. У 1968 році лінію продовжено до 602-го мікрорайону в кінці Салтівського шосе.

## Установи
- Будинок № 43 — ВАТ «Автрамат»
- Будинок № 61 — Загальноосвітня школа І-ІІІ ступенів № 8
- Будинок № 100 — Готель Мона Ліза
- Будинок № 121/2 — Гімназія № 43
- Будинок № 123 — Харківське вище професійне училище будівництва
- Будинок № 143 — Супермаркет «АТБ»
- Будинок № 147а — Комплексна дитячо-юнацька спортивна школа № 4 Московського району
- Будинок № 248 — Супермаркет «Класс»
- Будинок № 264 — Харківський міський перинатальний центр
- Будинок № 266 — Міська клінічна лікарня № 7
- Будинок № 266г — Міська клінічна лікарня № 8
- Будинок № 266в — Харківська обласна клінічна травмотологічна лікарня